# Forsythia europaea
Forsythia europaea är en syrenväxtart som beskrevs av Árpád von Degen och Antonio Baldacci. Forsythia europaea ingår i Forsythiasläktet som ingår i familjen syrenväxter. Inga underarter finns listade i Catalogue of Life.

## Bildgalleri

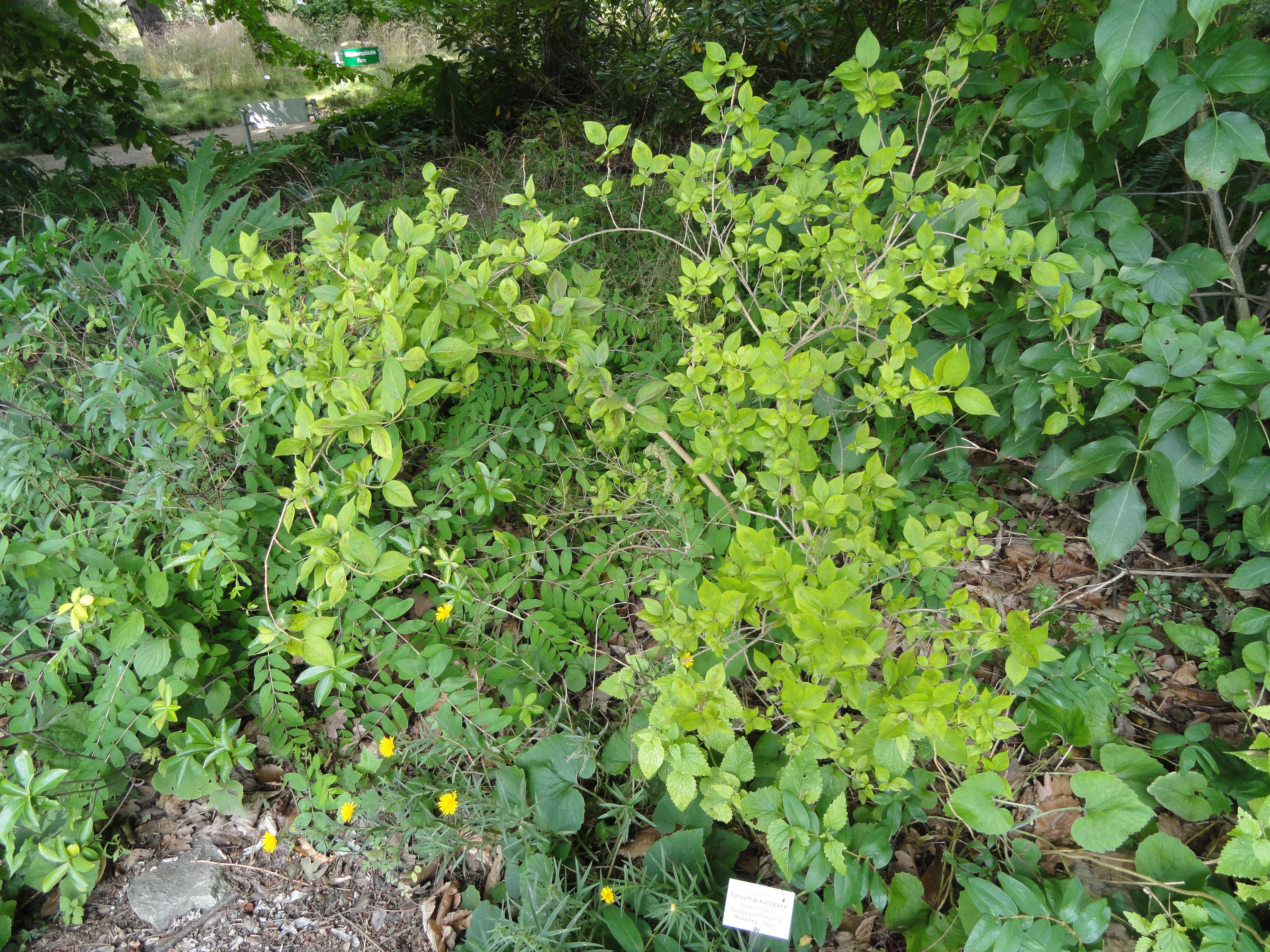